# Кузовцово
Кузовцово — деревня в Костромском районе Костромской области. Входит в состав Кузьмищенского сельского поселения.

## Этимология
Название происходит от имени Кузьма.

## География
Находится в юго-западной части Костромской области на расстоянии приблизительно 15 км на север-северо-восток по прямой от железнодорожной станции Кострома-Новая.

## История
В 1872 году здесь было учтено 22 двора.

## Население
Постоянное население составляло 142 человека (1872 год), 3 в 2002 году (русские 100 %), 8 в 2022.